# Фелікс Гілі
Фелікс Гілі (англ. Felix Healy, нар. 27 вересня 1955, Деррі) — північноірландський футболіст, що грав на позиції півзахисника.
Виступав, зокрема, за клуб «Деррі Сіті», а також національну збірну Північної Ірландії.

## Клубна кар'єра
У дорослому футболі дебютував 1974 року виступами за ірландську команду «Слайго Роверс», в якій провів два сезони, взявши участь у 24 матчах чемпіонату. 1976 року Гілі повернувся га батьківщину і сезон провів у клубі «Лісберн Дістіллері», після чого знову відправився в Ірландію і виступав за «Фінн Гарпс».
У жовтні 1978 року англійський клуб «Порт Вейл» заплатив 8 000 фунтів за Гілі і півзахисник провів за цей клуб наступні два сезони у Четвертому дивізіоні Англії, а в липні 1980 року знову повернувся до Північної Ірландії у «Колрейн», де провів 7 сезонів.
1987 року Гілі став гравцем північноірландського клубу «Деррі Сіті» з його рідного міста Деррі, який виступав у чемпіонаті Ірландії. Вже на другий рік, в сезоні 1988/89 «Деррі Сіті» виграв чемпіонат Ірландії. Крім чемпіонату клуб здобув перемоги в національному кубку і в Кубку ірландської ліги, оформивши таким чином так званий «Золотий требл». Ця перша в історії ірландського футболу команда, яка виграла всі три ірландських футбольних турніри за один сезон.
Завершив ігрову кар'єру у команді «Колрейн», у складі якої вже виступав раніше. Гілі повернувся до неї 1991 року і захищав її кольори до припинення виступів на професійному рівні у 1992 році.

## Виступи за збірну
28 квітня 1982 року дебютував в офіційних іграх у складі національної збірної Північної Ірландії в матчі Домашнього чемпіонату Великої Британії проти Шотландії (1:1).
А вже влітку у складі збірної був учасником чемпіонату світу 1982 року в Іспанії, на якому зіграв у одному матчі проти Гондурасу (1:1), а його команда вилетіла у другому груповому етапі.
Загалом протягом кар'єри у національній команді, яка тривала 1 рік, провів у її формі 4 матчі.

## Тренерська кар'єра
У жовтні 1993 року Гілі повернувся в «Колрейн» і став головним тренером команди, де працював до грудня 1994 року, після чого очолив «Деррі Сіті». З цією командою Гілі виграв Кубок Ірландії 1995 року та чемпіонство у 1997, але подав у відставку у 1998 році. 
В травні 2004 року Гілі очолив «Фінн Гарпс», з яким в кінці року посів 1 місце у другому дивізіоні і вийшов до Прем'єр-дивізіону Ірландії. Втім там результати команди були слабкими, вона перебувала на останньому місці і Фелікс Гілі був звільнений у липні 2005 року.

## Титули і досягнення

### Як гравця
- Чемпіон Ірландії (1):

«Деррі Сіті»: 1988/89
- Володар Кубка Ірландії (1):

«Деррі Сіті»: 1988/89
- Володар Кубка північноірландської ліги (2):

«Деррі Сіті»: 1988/89, 1990/91

### Як тренера
- Чемпіон Ірландії (1):

«Деррі Сіті»: 1996/97
- Володар Кубка Ірландії (1):

«Деррі Сіті»: 1994/95